# نیپون الکتریک
نیپون الکتریک (انگلیسی: Nippon Electric) شرکت شیشه‌سازی ژاپنی است، که در سالر۱۹۴۹ تأسیس شد.